# Liste der Monuments historiques in Vinantes
Die Liste der Monuments historiques in Vinantes führt die Monuments historiques in der französischen Gemeinde Vinantes auf.

## Liste der Objekte
| Bezeichnung                                                               | Beschreibung | Standort                                                                                           | Kennzeichnung | Schutzstatus | Datum | Bild |
| ------------------------------------------------------------------------- | --- | -------------------------------------------------------------------------------------------------- | ------------- | ------------ | ----- | ---- |
| Kelch und Patene                                                          | Kelch und Patene wurden aus Silber gefertigt und vergoldet. Entstehungszeit im vierten Quartal des 17. Jahrhunderts. | In der Sakristei der Kirche Notre-Dame-de-la-Nativité (Lage)                                       | PM77001889    | Classé       | 1977  |      |
| Monstranz                                                                 | Die Monstranz wurde vom Goldschmied Guillaume Loir im Zeitraum von 1720 bis 1722 aus Silber gefertigt und vergoldet. | In der Sakristei der Kirche Notre-Dame-de-la-Nativité (Lage)                                       | PM77001888    | Classé       | 1977  |      |
| Kanzel                                                                    | Eine halbpolygonale Kanzel aus Holz die durch einen Umbau in einen Ambo umgewandelt wurde. Ursprung im 18. Jahrhundert. | Im Chor der Kirche Notre-Dame-de-la-Nativité (Lage)                                                | PM77001887    | Classé       | 1986  |      |
| Fragment eines Kreuzes                                                    | Fragment eines ehemaligen Steinkreuzes aus dem 17. Jahrhundert. | Unter der Treppe des Glockenturms in der Kirche Notre-Dame-de-la-Nativité (Lage)                   | PM77004521    | Inscrit      | 1985  |      |
| Bleiglasfenster: Les Prophètes Jérémie et Isaïe avec la Vierge à l'Enfant | 16. Jahrhundert | In der Kirche Notre-Dame-de-la-Nativité (Lage)                                                     | PM77001887    | Classé       | 1986  |      |
| Fragment einer Kirchenbank                                                | Teilweise zerlegte Kirchenbank mit einer rechteckigen Rückenlehne aus geschnitztem Holz, die mit Pflanzenmotiven verziert wurde. Gefertigt im 18. Jahrhundert.                                                                            | In der Kirche Notre-Dame-de-la-Nativité (Lage)                                                     | PM77002461    | Inscrit      | 1977  |      |
| Taufbecken                                                                | Ein ovales Taufbecken aus Marmor, das im 18. Jahrhundert hergestellt wurde. Der Ständer aus Stein wurde ebenfalls in einer ovalen Form ausgeführt und mit sehr einfachen Zierleisten geschmückt.                                          | An der Nordwestecke im Eingangsbereich der Kirche Notre-Dame-de-la-Nativité (Lage)                 | PM77004516    | Inscrit      | 1985  |      |
| Altarbild und Skulptur Heiliger Josef                                     | Holzskulptur in einer Nische mittig angeordnet im Altarbild und umrahmt von geschwungenen Seitenflügeln, die mit Girlanden aus Pflanzen und Akanthusblättern verziert wurden. Gefertigt im 19. Jahrhundert.                               | Südlicher Gang in der Kirche Notre-Dame-de-la-Nativité (Lage)                                      | PM77004518    | Inscrit      | 1985  |      |
| Grabplatte eines unbekannten Ritters                                      | Mit eingraviertem Bildnis des Verstorbenen, aus dem 14. Jahrhundert. | Integriert in der Verfliesung des linken Seitenschiffs der Kirche Notre-Dame-de-la-Nativité (Lage) | PM77001886    | Classé       | 1908  |      |
| Kirchenbänke                                                              | Kirchenbänke aus geformten Paneelen, wobei die Mitteltafel der Rückseite jeder Kirchenbank rechteckig zum Flügel ausgerichtet ist. Entstehungszeit im 18. Jahrhundert und späterer Erweiterung einer zusätzlichen Kirchenbank.            | Im Kirchenschiff der Kirche Notre-Dame-de-la-Nativité (Lage)                                       | PM77004517    | Inscrit      | 1985  |      |
| Altar und Gemälde Madonna mit Kind                                        | Das Ölgemälde in der Mitte des Altarbildes wird auf jeder Seite von zwei kannelierten Pilastern flankiert. Der Altar wurde mit Arabesken aus Akanthusblättern und das Gesims mit Dentilen verziert. Gefertigt im 18. und 19. Jahrhundert. | Im Chor der Kirche Notre-Dame-de-la-Nativité (Lage)                                                | PM77004520    | Inscrit      | 1985  |      |
| Chorvertäfelung                                                           | Eine halbhohe Vertäfelung aus Holz im Wechsel von schmalen Bändern und breiten Formplatten zwischen zwei Säulen, die ihrerseits mit einer geformten halbrunden Vertäfelung verkleidet wurden. Hergestellt im 18. Jahrhundert.             | Im Chor der Kirche Notre-Dame-de-la-Nativité (Lage)                                                | PM77004519    | Inscrit      | 1985  |      |